# Koritna (Semeljci)
Koritna is een plaats in de gemeente Semeljci in de Kroatische provincie Osijek-Baranja. De plaats telt 969 inwoners (2001).